# Every Heart -ミンナノキモチ-
「Every Heart -ミンナノキモチ-」（エヴリ・ハート みんなのきもち）は、BoAの日本での5枚目のシングル。

## 解説
- 初のバラードシングルで、1stアルバム『LISTEN TO MY HEART』と同時発売。
- このシングルからコピーコントロールCDでの発売。本作が日本におけるコピーコントロールCDの第1号となった[1][2]。

## 収録曲
1. Every Heart -ミンナノキモチ-
  - 作詞：渡辺なつみ／作曲：BOUNCEBACK／編曲：h-wonder

よみうりテレビ・日本テレビ系アニメ『犬夜叉』第4期エンディングテーマ
この曲の韓国語ヴァージョンは「EVERY HEART」というタイトルで韓国での2.5集「MIRACLE」に収録されている。（韓国語版の作詞はシン・ジウォン）
2004年にdream（現・Dream）がカバーした（『dream meets Best Hits avex』に収録）。
2. Every Heart -ミンナノキモチ-（English Version）
3. LISTEN TO MY HEART（Ken Harada's TB-Bassin' Remix）
4. Every Heart -ミンナノキモチ-（Instrumental）

## 収録アルバム
Every Heart -ミンナノキモチ-
- 1st ALBUM「LISTEN TO MY HEART」
- BEST ALBUM「BEST OF SOUL」

Every Heart -ミンナノキモチ- (English Version)
- SPECIAL ALBUM「Next World」

## -The Greatest ver.-
『Every Heart -ミンナノキモチ- -The Greatest ver.-』(エブリー・ハート -ミンナノキモチ- -ザ・グレイテスト・バージョン-)はBoAの配信限定シングル

### 解説
日本デビュー20周年を記念して行われるセルフカバー・プロジェクトの第6弾。
本作はエレクトリックギターによる演奏やシンプルなスナップで構成されたアレンジに生まれ変わったのだと言う。

### 収録曲
1. Every Heart -ミンナノキモチ- -The Greatest ver.- (4:43)
作詞：渡辺なつみ / 作曲：BOUNCEBACK / 編曲：JongSung Yoon